# アヤックス・アムステルダム
アヤックス・アムステルダム（Ajax Amsterdam、正式名称: Amsterdamsche Football Club Ajax）は、オランダ・北ホラント州・アムステルダムに本拠地を置くサッカークラブ。エールディヴィジに所属。AFCアヤックス（AFC Ajax）とも表記される。

## 概要
エールディヴィジ優勝は最多の28回、UEFAチャンピオンズリーグは3連覇を含む4回、インターコンチネンタルカップ2回の優勝をしており、リーグ優勝11回のフェイエノールト、21回のPSVと共に、オランダの強豪クラブと認識されている。オランダで最も人気のあるクラブである。フェイエノールトとの対戦はデ・クラシケルと呼ばれる。
1900年に創立。1971年から1973年にかけUEFAチャンピオンズカップ3連覇を達成、優勝カップ「ビッグイヤー」の永久保持を認められた。1972年にはエールディヴィジ、KNVBカップ、チャンピオンズカップを制覇してトレブルを達成。また、1972年のインターコンチネンタルカップで優勝。同じ年にリーグ、チャンピオンズカップ、コンチネンタルカップ優勝を果たした3つのクラブの1つ（他にユヴェントス、バイエルン・ミュンヘンが達成している）。

## 歴史

### 1900-1950

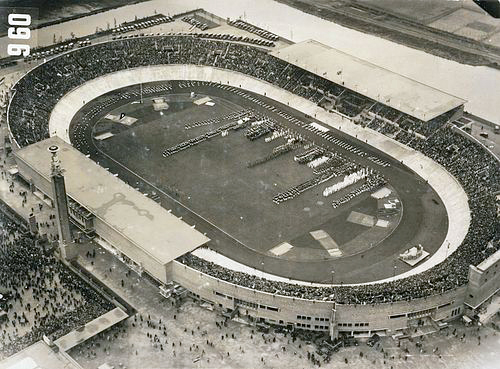
オリンピスフ・スタディオン (アムステルダム)

1900年3月18日にアムステルダムの小さなカフェからアヤックスは生まれた。創設者はフロリス・ステンペル。
1902年、クラブ名をFCアイウス (Footh-Ball Club Ajax) と名づける。名前の由来はギリシャ神話に登場するアイアースという人物で（Aiasをオランダ語でAjaxと読む）、ステンペル自身この人物をとても尊敬している。
1908年、クラブ名をAFCアヤックス (Amsterdamsche Football Club Ajax) に改名。
1910年、初のコーチとしてジョン・キーワンを雇う。とてもフットボールと呼べる状態ではなかったチームを監督の指導によって常勝チームにまで押し上げる。1911年にクラブ史上初の1部昇格を果たす。
1917年、イギリス人監督ジャック・レイノルズの下で初のリーグ優勝とカップタイトルを獲得する。当時の彼のトレーニング方法は現在に至る世界有数の育成プログラムの基礎となっている。28年から40年の間に5度のリーグ優勝へ導き、最初の黄金時代を迎える。しかし、第二次世界大戦の影響で一時クラブは弱体化。約10年間タイトルから遠ざかる低迷期へと続く。戦争中、オランダ人が立て篭もるスタディオン・デ・メールだけは制圧できなかったという逸話もある。

### 1950-2000
1956年、オランダのプロリーグ化が進む。プロ第一号はピート・カイザーである。
1965年にリヌス・ミケルスが就任。ミケルス監督がトータルフットボールと呼ばれる戦術を作り、ヨハン・クライフ、ピート・カイザー、シャーク・スワルトらがそれを実践し、黄金時代が訪れた。ミケルス就任当時のアヤックスはまだヨーロッパの第一線を行くクラブではなかった。チャンピオンズカップは一度も獲得したことがなく、オランダリーグの代表といえば、フェイエノールトであった。ミケルスの最初の2年間は厳しく、困難なものであった。チームはうまく機能せず、イタリア、スペイン、イングランドの有力クラブのような巨大な経済力は持ち合わせていなかった。生え抜き選手、そしてオランダ人だけという限られた条件の下、最高レベルの試合に挑戦していった。
降格の危機にあったが、ミケルス就任の翌年からリーグ3連覇を成し遂げた。UEFA主催のリーグにおいてはUEFAチャンピオンズカップの1968-69シーズン決勝でACミランに1-4で敗れたものの、この敗戦が、それから続く全ての栄光の始まりとなる。翌シーズンはクライフの他ヨハン・ニースケンスやアリー・ハーンなどの若手が育ち、1970-71シーズンからチャンピオンズカップ3連覇を果たす。ロンドン（ウェンブリー）でのパナシナイコス戦2-0、監督はシュテファン・コヴァチに代わるも、ロッテルダムでの対インテル戦2-0、ベオグラードでの対ユヴェントス戦1-0。アヤックスにとって輝かしい3シーズンであった。これらの成功の多くは選手達を鍛え上げたミケルスの功績であった。
<4-3-3>、1973年、チャンピオンズカップ3連覇時のメンバー
1985年にヨハン・クライフがテクニカルディレクターに就任。アヤックス・ユースアカデミー (Ajax Youth Academy) を設立。
1986-87シーズンはフランク・ライカールト、マルコ・ファン・バステンらを擁し、チームはUEFAカップウィナーズカップを獲得した。
1991-92シーズンはアシスタントコーチからトップチームの監督へと昇格したルイ・ファン・ハールの指揮の下、UEFAカップではトリノFCに第1戦を2-2、第2戦を0-0としたが、アウェーでのゴールで優勝を果たした。1993-94年シーズン開幕を前にフランク・ライカールトがACミランから復帰した。
チャンピオンズリーグ1994-95シーズン決勝では、エトヴィン・ファン・デル・サール、ダニー・ブリント、フランク・ライカールト、エドガー・ダーヴィッツ、クラレンス・セードルフ、ヤリ・リトマネンらを擁してイタリアのACミランを1-0で下し、4度目の欧州制覇を成し遂げている。またこの年には、トヨタカップでブラジルのグレミオFBPAをPK戦の末辛くも勝利、クラブ世界一のタイトルを手にしている。
1995-96シーズンには、再びチャンピオンズリーグ決勝の舞台に上がったが、ユヴェントスにPK戦の末敗れている。なお1994-95シーズンから1995-96シーズンでユヴェントスに敗れるまでチャンピオンズリーグ19戦無敗という記録を打ち立てている。
1997-98年シーズン、ミカエル・ラウドルップらを獲得、リーグと国内カップの2冠を達成した。

### 2000-

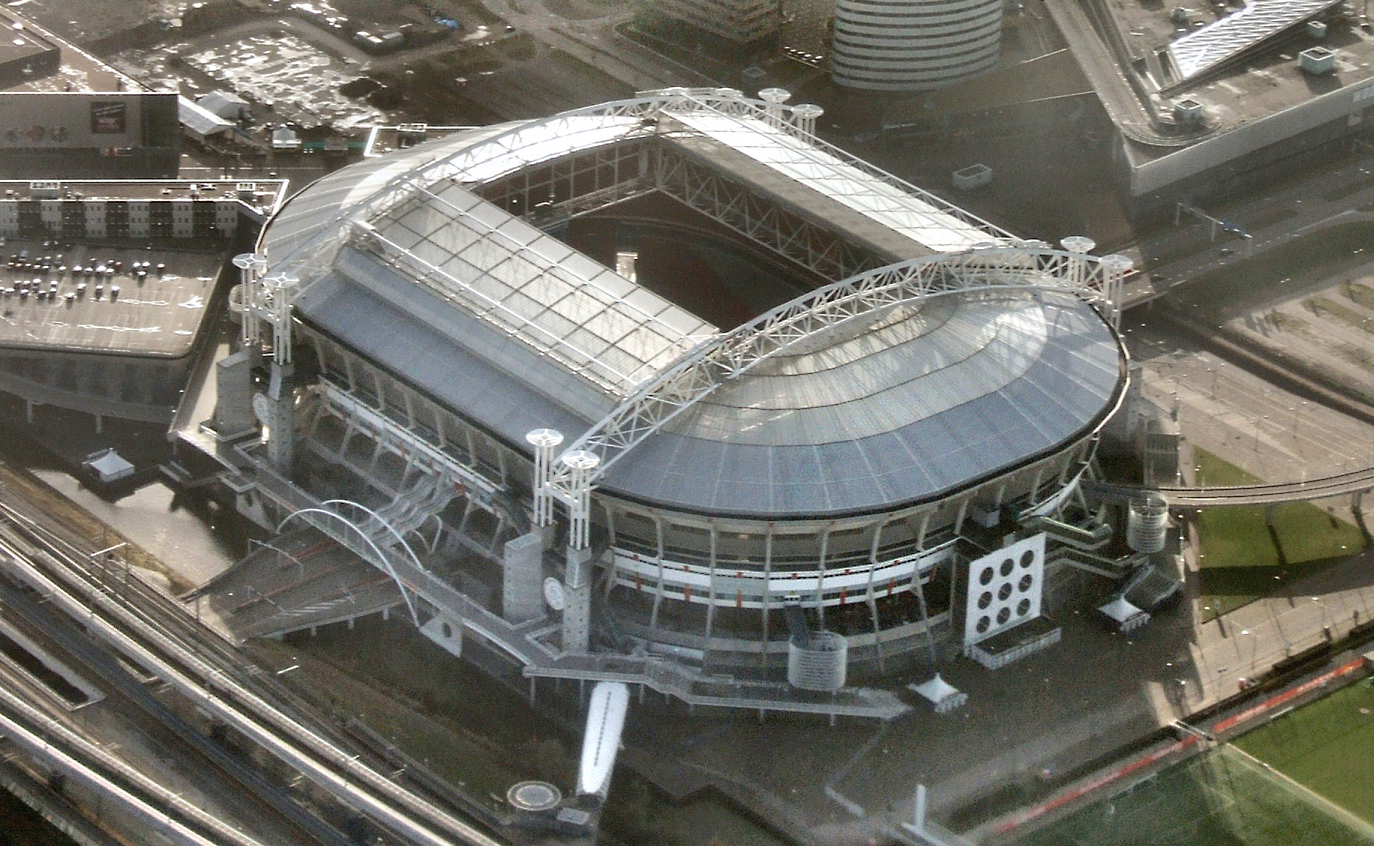
ヨハン・クライフ・アレナ（空撮）

ボスマン判決以降、ユース育成に「谷間の世代」ができた分を外国籍選手で補った。アヤックスのスカウト網は世界中に及んだ。そして、獲得してきたのがイブラヒモビッチ(現ACミラン)、トラベルスィー、ミドといった選手である。
2002-03シーズンのチャンピオンズリーグ準々決勝ACミラン戦の激闘では、ACミランのサポーターが健闘を称え、ロナルド・クーマン率いるアヤックスのイレブンにスタンディングオベーションを送っている。これ以降のシーズンも、2005-06シーズンまでチャンピオンズリーグ本戦に連続出場をし、2005-06シーズンにおいては決勝トーナメント1回戦まで進出した。
しかし、2006-07と2007-08シーズンは、予備戦3回戦にてそれぞれコペンハーゲン、SKスラヴィア・プラハといったクラブに敗れ、チャンピオンズリーグ本戦出場を逃した。特に2007-08シーズンは、チャンピオンズリーグ予備戦3回戦敗退で出場することとなったUEFAカップにおいて、1回戦にてディナモ・ザグレブに敗れる失態を演じた。
2007年にクルゼイロEC、2008年3月にFCバルセロナと業務提携を結んだ。
2009-10シーズンはマルティン・ヨル監督の下、34試合で106ゴールと圧倒的な攻撃力を見せるも、首位のトゥウェンテに勝点1届かず2位に終わる。
2010-11シーズンはチャンピオンズリーグの予備予選とプレーオフを勝ち抜き、5シーズンぶりにチャンピオンズリーグ本戦出場を果たす。
ヨル監督がシーズン途中で辞任するなど、パフォーマンスが安定しない前半戦だったが、後任のフランク・デ・ブール監督がチームに安定性をもたらし、首位決戦となった最終節のFCトゥウェンテ戦で勝利し、劇的な7シーズンぶりのエールディヴィジ制覇を達成。
2011年4月13日、東日本大震災の被災者支援慈善試合としてアヤックス側からJリーグクラブ清水エスパルスを招待し、入場料などの収益と約2週間の募金活動で合計約600万ユーロ（約7億2600万円）が集まり、オランダ赤十字を通して義援金として寄付されることとなった。
2012年5月2日、VVVフェンローを2-0で下し、エールディヴィジ2連覇を達成。連覇は1993年〜1996年以来16年振りの出来事。
2013年5月5日、ヴィレムIIを5-0で下し、エールディヴィジ3連覇達成。
2014年4月27日、ヘラクレス・アルメロ戦で引き分けるも、クラブ史上初となるエールディヴィジ4連覇を達成。
2016年、これまで4年半の間監督を務めていたフランク・デ・ブールが退任。新監督にピーター・ボスが就任。
2018-19シーズンのUEFAチャンピオンズリーグでは予選2回戦から出場。SKシュトゥルム・グラーツ、スタンダール・リエージュ、ディナモ・キーウに勝利し、本大会出場を果たした。グループリーグではバイエルン・ミュンヘン、SLベンフィカ、AEKアテネと対戦。ドイツ王者を相手に2度引き分けるなど無敗で2位通過し、2015-16シーズンのPSV以来オランダ勢3シーズンぶりのベスト16入りを果たした。決勝トーナメント1回戦では大会3連覇中のレアル・マドリードを相手にホームの1stレグを1-2で落とすも2ndレグで4-1(合計スコア5-3)と逆転勝利し、2006-07シーズンのPSV以来オランダ勢12シーズンぶりの準々決勝進出を果たした。準々決勝では前々回準優勝のユヴェントスと対戦し、ホームの1stレグで1-1で引き分けるも2ndレグで2-1(合計スコア3-2)と競り勝ち、2004-05シーズンのPSV以来オランダ勢14シーズンぶりの準決勝進出を果たした。準決勝トッテナム戦ではアウェイの1stレグを1-0で勝ち、ホームでも前半のうちに2点を追加。合計スコア3-0として通過を決定づけたかに思われたが、トッテナムMFルーカス・モウラに後半だけで3点を返されアウェイゴールの差で逆転敗退となった。それでも予選出場チームのベスト4進出は史上初の快挙であり、欧州トップクラスの強豪クラブを相手に一歩も引かず渡り合った若手たちの戦いぶりは世界中から称賛された。
2019-20シーズンのチャンピオンズリーグには前シーズンオランダ王者として3次予選から出場し、PAOKサロニカとAPOELニコシアを下して本選への切符を掴んだ。グループステージではチェルシー、バレンシア、リールと対戦。トップクラブ不在の混戦の末、最終節バレンシア戦はホームで引き分け以上なら突破という状況であったが、先制されて取り返せないまま0-1で敗北し、グループ3位でELに回った。ELラウンド32ではスペインのヘタフェと対戦。アウェイの1stレグを0-2で落とし、ホームの2ndレグでも先制され、その後2点を返すが力尽き敗退した。なお直近2シーズンの欧州カップ戦においてアウェイで敗れたのはこれが初めてであった。一方エールディヴィジでは序盤から優勝争いのポジションを維持。25節時点でAZと勝点で並び得失点差で上回って1位であったが、ここで同時期の新型コロナウィルス感染拡大によりリーグ戦の中止が決定し、そのままシーズンを終了した。なお、1位ではあるが優勝クラブとしては扱われない。
2020-21シーズンのエールディヴィジ第6節VVVフェンロー戦で13-0の記録的大勝利をしてオランダ1部リーグにおける1試合の最多得点記録を更新した。
2022年、アルフレッド・シュローダーがマンチェスター・ユナイテッドに移籍したエリック・テン・ハグの後任として監督に就任。夏の移籍期間では前シーズンの主力選手のほとんどが去ったが、大幅な再投資も行われた。2022-23シーズンのヨハン・クライフ・スハールは大敗（3-5）するも、リーグ戦は開幕から6連勝と比較的良いスタートを切ったが、9月18日のAZ戦の敗戦をきっかけに失速。チャンピオンズリーグではリヴァプールFC、SSCナポリ、レンジャーズFCと同組となり、全体を通して低調なパフォーマンスで早々に敗退。10月4日のナポリ戦はホームで5点差（1-6）で敗れ、これはアヤックスの欧州カップ戦における史上最大の敗北となった。7試合連続未勝利を受け、シュローダー監督は解任。2023年1月29日、ジョン・ハイティンハが暫定監督に就任。就任後7連勝と好スタートを切ったものの、立て直しとまではいかずエールディヴィジを3位で終了した。ヨーロッパリーグではウニオン・ベルリンに敗退。KNVBカップは決勝まで進んだが、PSVにPK戦で敗れ、2017-18シーズン以来タイトルなしでシーズンを終了した。シーズン後、ゼネラルディレクターのエドウィン・ファン・デル・サールが辞任。
2023年5月19日、ドイツ出身のスヴェン・ミスリンタットがスポーツディレクターに就任した。これにより、2022年初頭に退任したマルク・オーフェルマルスの後継者となった。ミスリンタットは2023年夏にモーリス・ステインをヘッドコーチに任命した。ミスリンタットは約1億1100万ユーロを移籍に費やした。迎えた2023-2024シーズンは59年間で最悪のシーズンスタートを記録。10月にはクラブ史上初となる最下位の18位に転落した。さらにミスリンタットが自身の会社の投資家でもある選手エージェントを経由して移籍を行っていたことが判明し、クラブのコーポレートガバナンスに反する可能性があることが明らかになった。9月24日の夜にミスリンタットは即時解任。 10月22日のFCユトレヒトに4-3で敗れた翌日、モーリス・ステインが解任。10月29日、アウェイでPSVに5-2で敗れ、翌日ジョン・ファン・ト・シップがシーズン終了までヘッドコーチを務めることが発表された。ファン・ト・シップの指揮の下、順位を上げることに成功したが、ヨーロッパリーグのグループステージでは3位で終え、カンファレンスリーグ進出を決めたが、ラウンド16でアストン・ヴィラFCに敗れた。カップ戦では、3部アマチュアのUSVヘラクレスに3-2で敗れ、敗退した。このシーズンはかろうじて5位で終了し、これは1998-1999シーズン以来25年ぶりの低順位、3ポイント制導入後最低のポイント数、そして+13の得失点差は1964-1965シーズン以来59年ぶりのエールディヴィジ最低得失点差だった。 
2024-25シーズン、アレックス・クロースが新テクニカルディレクターに、マライン・ボイカーが新フットボールディレクターに就任。また、1998年以来初めて外国人コーチとしてイタリア人のフランチェスコ・ファリオリが就任した。予算や選手層に問題を抱えつつも、ファリオリ監督の指導下で結果を出すことに成功し、2025年2月9日、アヤックスは2022年11月5日以来初めてとなるエールディヴィジ首位に立った。ヨーロッパリーグはグループステージを12位で終え、プレーオフ出場権を獲得し最終的にヨーロッパリーグ・ラウンド16でアイントラハト・フランクフルトに敗れた。このシーズン、エールディヴィジではライバルのフェイエノールトとPSVとの全試合に勝利し、最終節までリーグ優勝を争った。惜しくも最終的に2位でシーズンを終えたが、翌シーズンのチャンピオンズリーグの本戦出場権を獲得した。2025年5月19日、エールディヴィジ最終戦の翌日、アヤックスとファリオリ監督は協力関係を終了することを発表した。2025年5月31日にジョン・ハイティンハが新監督に就任した。

## タイトル

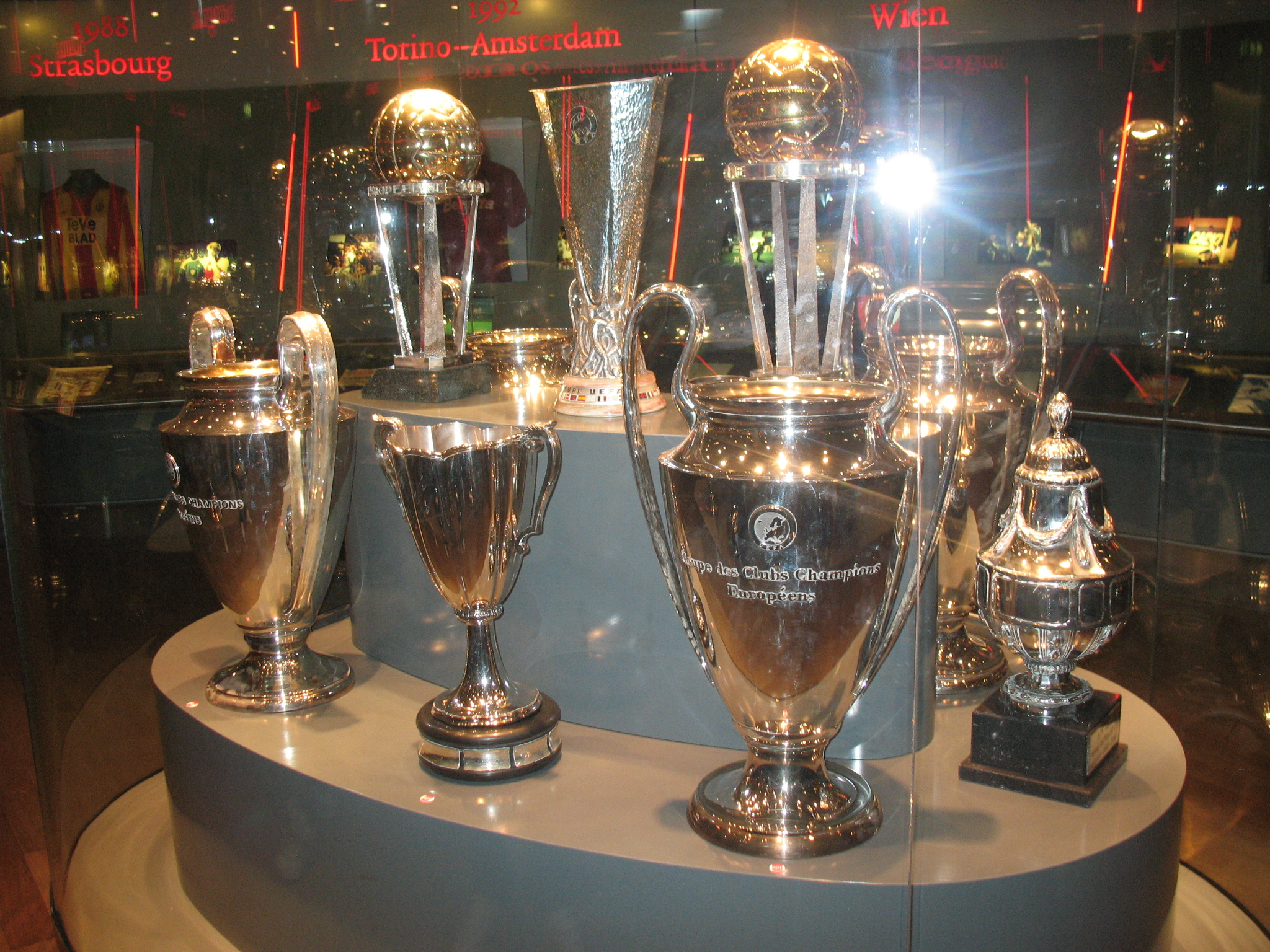
トロフィールーム

### 国内タイトル
- エールディヴィジ：28回

1956-57, 1959-60, 1965-66, 1966-67, 1967-68, 1969-70, 1971-72, 1972-73, 1976-77, 1978-79, 1979-80, 1981-82, 1982-83, 1984-85, 1989-90, 1993-94, 1994-95, 1995-96, 1997-98, 2001-02, 2003-04, 2010-11, 2011-12, 2012-13, 2013-14, 2018-19, 2020-21, 2021-22
- KNVBカップ：20回

1916-17, 1942-43, 1960-61, 1966-67, 1969-70, 1970-71, 1971-72, 1978-79, 1982-83, 1985-86, 1986-87, 1992-93, 1997-98, 1998-99, 2001-02, 2005-06, 2006-07, 2009-10, 2018-19, 2020-21
- ヨハン・クライフ・スハール：9回

1993, 1994, 1995, 2002, 2005, 2006, 2007, 2013, 2019

### 国際タイトル
- UEFAチャンピオンズカップ / UEFAチャンピオンズリーグ：4回

1970-71, 1971-72, 1972-73, 1994-95
- UEFAカップウィナーズカップ：1回

1986-87
- UEFAカップ：1回

1991-92
- UEFAスーパーカップ：2回

1973, 1995
※1972大会は、レンジャーズの招待に行われた試合であり、非公式戦として扱われてる。
- インターコンチネンタルカップ / トヨタカップ：2回

1972, 1995

## 過去の成績
| シーズン | リーグ戦         | リーグ戦 | リーグ戦 | リーグ戦 | リーグ戦 | リーグ戦 | リーグ戦 | リーグ戦 | リーグ戦 | KNVBカップ   | 欧州カップ             | 欧州カップ     | その他                       | その他 | 国内リーグ 最多得点者                           | 国内リーグ 最多得点者 |
| シーズン | ディビジョン     | 試       | 勝       | 分       | 敗       | 得       | 失       | 点       | 順位     | KNVBカップ   | 欧州カップ             | 欧州カップ     | その他                       | その他 | 選手                                            | 得 点 数              |
| -------- | ---------------- | -------- | -------- | -------- | -------- | -------- | -------- | -------- | -------- | ------------ | ---------------------- | -------------- | ---------------------------- | ------ | ----------------------------------------------- | --------------------- |
| 1956-57  | エールディヴィジ | 34       | 22       | 5        | 7        | 49       | 64       | 49       | 1位      |              |                        |                |                              |        | ヴィム・ブライエンベルフ                        | 21                    |
| 1957-58  | エールディヴィジ | 34       | 17       | 8        | 9        | 62       | 44       | 42       | 3位      |              | ヨーロピアンカップ     | 準々決勝敗退   |                              |        | ルーク・デン・エデル                            | 17                    |
| 1958-59  | エールディヴィジ | 34       | 15       | 7        | 12       | 77       | 63       | 37       | 6位      | 準々決勝敗退 |                        |                |                              |        | ヤン・セーレン                                  | 16                    |
| 1959-60  | エールディヴィジ | 34       | 22       | 6        | 6        | 109      | 44       | 50       | 1位      |              |                        |                |                              |        | ヘンク・フロート                                | 41                    |
| 1960-61  | エールディヴィジ | 34       | 22       | 7        | 5        | 102      | 51       | 51       | 2位      | 優勝         | ヨーロピアンカップ     | 予選敗退       |                              |        | ヘンク・フロート                                | 55                    |
| 1961-62  | エールディヴィジ | 34       | 16       | 7        | 11       | 80       | 59       | 39       | 4位      | 4回戦敗退    | カップウィナーズカップ | 1回戦敗退      |                              |        | ヘンク・フロート                                | 35                    |
| 1962-63  | エールディヴィジ | 30       | 17       | 5        | 8        | 73       | 41       | 39       | 2位      | 4回戦敗退    |                        |                |                              |        | セース・フロート                                | 23                    |
| 1963-64  | エールディヴィジ | 30       | 13       | 8        | 9        | 40       | 23       | 34       | 5位      | 準決勝敗退   |                        |                |                              |        | セース・フロート                                | 36                    |
| 1964-65  | エールディヴィジ | 30       | 9        | 8        | 13       | 52       | 51       | 26       | 13位     | 1回戦敗退    |                        |                |                              |        | クラース・ヌニンハ                              | 15                    |
| 1965-66  | エールディヴィジ | 30       | 24       | 4        | 2        | 79       | 25       | 52       | 1位      | 準々決勝敗退 |                        |                |                              |        | ヨハン・クライフ                                | 25                    |
| 1966-67  | エールディヴィジ | 34       | 26       | 4        | 4        | 122      | 34       | 56       | 1位      | 優勝         | ヨーロピアンカップ     | 準々決勝敗退   |                              |        | ヨハン・クライフ                                | 41                    |
| 1967-68  | エールディヴィジ | 34       | 27       | 4        | 3        | 96       | 19       | 58       | 1位      | 準優勝       | ヨーロピアンカップ     | 1回戦敗退      |                              |        | ヨハン・クライフ                                | 33                    |
| 1968-69  | エールディヴィジ | 34       | 25       | 4        | 5        | 90       | 34       | 54       | 2位      | 3回戦敗退    | ヨーロピアンカップ     | 準優勝         |                              |        | ヨハン・クライフ                                | 34                    |
| 1969-70  | エールディヴィジ | 34       | 27       | 6        | 1        | 100      | 23       | 60       | 1位      | 優勝         |                        |                |                              |        | ヨハン・クライフ                                | 33                    |
| 1970-71  | エールディヴィジ | 34       | 24       | 5        | 5        | 90       | 20       | 53       | 2位      | 優勝         | ヨーロピアンカップ     | 優勝           |                              |        | ヨハン・クライフ                                | 27                    |
| 1971-72  | エールディヴィジ | 34       | 30       | 3        | 1        | 104      | 20       | 63       | 1位      | 優勝         | ヨーロピアンカップ     | 優勝           |                              |        | ヨハン・クライフ                                | 33                    |
| 1972-73  | エールディヴィジ | 34       | 30       | 0        | 4        | 102      | 18       | 60       | 1位      | 2回戦敗退    | ヨーロピアンカップ     | 優勝           | インターコンチネンタルカップ | 優勝   | ヨハン・クライフ                                | 22                    |
| 1973-74  | エールディヴィジ | 34       | 21       | 9        | 4        | 88       | 30       | 51       | 3位      | 準決勝敗退   | ヨーロピアンカップ     | 2回戦敗退      |                              |        | ヨニー・レップ                                  | 17                    |
| 1973-74  | エールディヴィジ | 34       | 21       | 9        | 4        | 88       | 30       | 51       | 3位      | 準決勝敗退   | 欧州スーパーカップ     | 優勝           |                              |        | ヨニー・レップ                                  | 17                    |
| 1974-75  | エールディヴィジ | 34       | 21       | 7        | 6        | 76       | 34       | 49       | 3位      | ベスト16     | UEFAカップ             | 3回戦敗退      |                              |        | ルート・ヘールス                                | 30                    |
| 1975-76  | エールディヴィジ | 34       | 21       | 8        | 5        | 74       | 38       | 50       | 3位      | 準々決勝敗退 | UEFAカップ             | 3回戦敗退      |                              |        | ルート・ヘールス                                | 29                    |
| 1976-77  | エールディヴィジ | 34       | 23       | 6        | 5        | 62       | 26       | 52       | 1位      | ベスト32     | UEFAカップ             | 1回戦敗退      |                              |        | ルート・ヘールス                                | 34                    |
| 1977-78  | エールディヴィジ | 34       | 20       | 9        | 5        | 85       | 36       | 49       | 2位      | 準優勝       | ヨーロピアンカップ     | 準々決勝敗退   |                              |        | ルート・ヘールス                                | 30                    |
| 1978-79  | エールディヴィジ | 34       | 22       | 6        | 6        | 77       | 41       | 50       | 1位      | 優勝         | UEFAカップ             | 3回戦敗退      |                              |        | セーレン・レアビー                              | 16                    |
| 1979-80  | エールディヴィジ | 34       | 22       | 6        | 6        | 77       | 41       | 50       | 1位      | 準優勝       | ヨーロピアンカップ     | 準決勝敗退     |                              |        | ディック・ショーナケル                          | 13                    |
| 1980-81  | エールディヴィジ | 34       | 22       | 4        | 8        | 88       | 54       | 48       | 2位      | 準優勝       | ヨーロピアンカップ     | 2回戦敗退      |                              |        | ヴィム・キーフト                                | 17                    |
| 1981-82  | エールディヴィジ | 34       | 26       | 4        | 4        | 117      | 42       | 58       | 1位      | ベスト16     | カップウィナーズカップ | 1回戦敗退      |                              |        | ヴィム・キーフト                                | 32                    |
| 1982-83  | エールディヴィジ | 34       | 26       | 6        | 2        | 106      | 41       | 58       | 1位      | 優勝         | ヨーロピアンカップ     | 1回戦敗退      |                              |        | ヴィム・キーフト                                | 19                    |
| 1983-84  | エールディヴィジ | 34       | 22       | 7        | 5        | 100      | 46       | 51       | 3位      | ベスト16     | ヨーロピアンカップ     | 1回戦敗退      |                              |        | マルコ・ファン・バステン                        | 28                    |
| 1984-85  | エールディヴィジ | 34       | 24       | 6        | 4        | 93       | 46       | 54       | 1位      | ベスト16     | UEFAカップ             | 2回戦敗退      |                              |        | マルコ・ファン・バステン                        | 22                    |
| 1985-86  | エールディヴィジ | 34       | 25       | 2        | 7        | 120      | 35       | 52       | 2位      | 優勝         | ヨーロピアンカップ     | 1回戦敗退      |                              |        | マルコ・ファン・バステン                        | 37                    |
| 1986-87  | エールディヴィジ | 34       | 25       | 3        | 6        | 92       | 30       | 53       | 2位      | 優勝         | カップウィナーズカップ | 優勝           |                              |        | マルコ・ファン・バステン                        | 31                    |
| 1987-88  | エールディヴィジ | 34       | 23       | 4        | 7        | 78       | 40       | 50       | 2位      | ベスト32     | カップウィナーズカップ | 準優勝         |                              |        | ジョン・ボスマン                                | 25                    |
| 1987-88  | エールディヴィジ | 34       | 23       | 4        | 7        | 78       | 40       | 50       | 2位      | ベスト32     | UEFAスーパーカップ     | 準優勝         |                              |        | ジョン・ボスマン                                | 25                    |
| 1988-89  | エールディヴィジ | 34       | 22       | 6        | 6        | 74       | 32       | 50       | 2位      | 準々決勝敗退 | UEFAカップ             | 1回戦敗退      |                              |        | デニス・ベルカンプ シュテファン・ペテルソン     | 13                    |
| 1989-90  | エールディヴィジ | 34       | 19       | 11       | 4        | 67       | 23       | 49       | 1位      | 準決勝敗退   | UEFAカップ             | 1回戦敗退      |                              |        | アーロン・ヴィンター                            | 10                    |
| 1990-91  | エールディヴィジ | 34       | 22       | 9        | 3        | 75       | 21       | 53       | 2位      | 準々決勝敗退 |                        |                |                              |        | デニス・ベルカンプ                              | 25                    |
| 1991-92  | エールディヴィジ | 34       | 25       | 5        | 4        | 83       | 24       | 55       | 2位      | 準々決勝敗退 | UEFAカップ             | 優勝           |                              |        | デニス・ベルカンプ                              | 22                    |
| 1992-93  | エールディヴィジ | 34       | 20       | 9        | 5        | 87       | 30       | 49       | 3位      | 優勝         | UEFAカップ             | 準々決勝敗退   |                              |        | デニス・ベルカンプ                              | 26                    |
| 1993-94  | エールディヴィジ | 34       | 26       | 2        | 6        | 86       | 26       | 54       | 1位      | 準決勝敗退   | カップウィナーズカップ | 準々決勝敗退   | スーパーカップ               | 優勝   | ヤリ・リトマネン                                | 26                    |
| 1994-95  | エールディヴィジ | 34       | 27       | 7        | 0        | 106      | 28       | 61       | 1位      | 準々決勝敗退 | CL                     | 優勝           | スーパーカップ               | 優勝   | パトリック・クライファート                      | 18                    |
| 1995-96  | エールディヴィジ | 34       | 26       | 5        | 3        | 97       | 24       | 83       | 1位      | ベスト16     | UEFAスーパーカップ     | 優勝           | スーパーカップ               | 優勝   | パトリック・クライファート                      | 15                    |
| 1995-96  | エールディヴィジ | 34       | 26       | 5        | 3        | 97       | 24       | 83       | 1位      | ベスト16     | CL                     | 準優勝         | インターコンチネンタルカップ | 優勝   | パトリック・クライファート                      | 15                    |
| 1996-97  | エールディヴィジ | 34       | 17       | 10       | 7        | 55       | 31       | 61       | 4位      | ベスト32     | CL                     | 準決勝敗退     | ヨハン・クライフ・スハール   | 準優勝 | パトリック・クライファート ヤリ・リトマネン     | 6                     |
| 1997-98  | エールディヴィジ | 34       | 29       | 2        | 3        | 112      | 22       | 89       | 1位      | 優勝         | UEFAカップ             | 準々決勝敗退   |                              |        | ショタ・アルベラーゼ                            | 25                    |
| 1998-99  | エールディヴィジ | 34       | 16       | 9        | 9        | 73       | 41       | 57       | 6位      | 優勝         | CL                     | GS敗退         | ヨハン・クライフ・スハール   | 準優勝 | ヤリ・リトマネン ベニー・マッカーシー           | 11                    |
| 1999-00  | エールディヴィジ | 34       | 18       | 7        | 9        | 72       | 51       | 61       | 5位      | ベスト16     | UEFAカップ             | 3回戦敗退      | ヨハン・クライフ・スハール   | 準優勝 | リチャード・クノッペル ニコス・マフラス         | 10                    |
| 2000-01  | エールディヴィジ | 34       | 18       | 7        | 9        | 85       | 43       | 61       | 3位      | ベスト16     | UEFAカップ             | 2回戦敗退      |                              |        | ショタ・アルベラーゼ                            | 17                    |
| 2001-02  | エールディヴィジ | 34       | 22       | 7        | 5        | 73       | 34       | 73       | 1位      | 優勝         | CL                     | 予選3回戦敗退  |                              |        | ラファエル・ファン・デル・ファールト            | 14                    |
| 2001-02  | エールディヴィジ | 34       | 22       | 7        | 5        | 73       | 34       | 73       | 1位      | 優勝         | UEFAカップ             | 2回戦敗退      |                              |        | ラファエル・ファン・デル・ファールト            | 14                    |
| 2002-03  | エールディヴィジ | 34       | 26       | 5        | 3        | 96       | 32       | 83       | 2位      | 準決勝敗退   | CL                     | 準々決勝敗退   | ヨハン・クライフ・スハール   | 優勝   | ラファエル・ファン・デル・ファールト            | 18                    |
| 2003-04  | エールディヴィジ | 34       | 25       | 5        | 4        | 79       | 31       | 80       | 1位      | ベスト16     | CL                     | GS敗退         |                              |        | ズラタン・イブラヒモビッチ                      | 13                    |
| 2004-05  | エールディヴィジ | 34       | 24       | 5        | 5        | 74       | 33       | 77       | 2位      | 準決勝敗退   | CL                     | GS敗退         | ヨハン・クライフ・スハール   | 準優勝 | ライアン・バベル ヴェスレイ・スナイデル         | 7                     |
| 2004-05  | エールディヴィジ | 34       | 24       | 5        | 5        | 74       | 33       | 77       | 2位      | 準決勝敗退   | UEFAカップ             | ベスト32       | ヨハン・クライフ・スハール   | 準優勝 | ライアン・バベル ヴェスレイ・スナイデル         | 7                     |
| 2005-06  | エールディヴィジ | 34       | 18       | 6        | 10       | 66       | 41       | 60       | 4位      | 優勝         | CL                     | ベスト16       | ヨハン・クライフ・スハール   | 優勝   | クラース・ヤン・フンテラール                    | 16                    |
| 2006-07  | エールディヴィジ | 34       | 23       | 6        | 5        | 84       | 35       | 75       | 2位      | 優勝         | CL                     | 予選3回戦敗退  | ヨハン・クライフ・スハール   | 優勝   | クラース・ヤン・フンテラール                    | 21                    |
| 2006-07  | エールディヴィジ | 34       | 23       | 6        | 5        | 84       | 35       | 75       | 2位      | 優勝         | UEFAカップ             | ベスト32       | ヨハン・クライフ・スハール   | 優勝   | クラース・ヤン・フンテラール                    | 21                    |
| 2007-08  | エールディヴィジ | 34       | 20       | 9        | 5        | 94       | 45       | 69       | 2位      | 4回戦敗退    | CL                     | 予選3回戦敗退  | ヨハン・クライフ・スハール   | 優勝   | クラース・ヤン・フンテラール                    | 33                    |
| 2007-08  | エールディヴィジ | 34       | 20       | 9        | 5        | 94       | 45       | 69       | 2位      | 4回戦敗退    | UEFAカップ             | 1回戦敗退      | ヨハン・クライフ・スハール   | 優勝   | クラース・ヤン・フンテラール                    | 33                    |
| 2008-09  | エールディヴィジ | 34       | 21       | 5        | 8        | 74       | 41       | 68       | 3位      | 3回戦敗退    | UEFAカップ             | ベスト16       |                              |        | ルイス・スアレス                                | 22                    |
| 2009-10  | エールディヴィジ | 34       | 27       | 4        | 3        | 106      | 20       | 85       | 2位      | 優勝         | EL                     | ベスト32       |                              |        | ルイス・スアレス                                | 35                    |
| 2010-11  | エールディヴィジ | 34       | 22       | 7        | 5        | 72       | 30       | 73       | 1位      | 準優勝       | CL                     | GS敗退         | ヨハン・クライフ・スハール   | 準優勝 | ムニル・エル・ハムダウィ                        | 13                    |
| 2010-11  | エールディヴィジ | 34       | 22       | 7        | 5        | 72       | 30       | 73       | 1位      | 準優勝       | EL                     | ベスト16       | ヨハン・クライフ・スハール   | 準優勝 | ムニル・エル・ハムダウィ                        | 13                    |
| 2011-12  | エールディヴィジ | 34       | 23       | 7        | 4        | 93       | 36       | 76       | 1位      | 4回戦敗退    | CL                     | GS敗退         | ヨハン・クライフ・スハール   | 準優勝 | シーム・デ・ヨング                              | 13                    |
| 2011-12  | エールディヴィジ | 34       | 23       | 7        | 4        | 93       | 36       | 76       | 1位      | 4回戦敗退    | EL                     | ベスト32       | ヨハン・クライフ・スハール   | 準優勝 | シーム・デ・ヨング                              | 13                    |
| 2012-13  | エールディヴィジ | 34       | 22       | 10       | 2        | 83       | 31       | 76       | 1位      | 準決勝敗退   | CL                     | GS敗退         | ヨハン・クライフ・スハール   | 準優勝 | シーム・デ・ヨング                              | 12                    |
| 2012-13  | エールディヴィジ | 34       | 22       | 10       | 2        | 83       | 31       | 76       | 1位      | 準決勝敗退   | EL                     | ベスト32       | ヨハン・クライフ・スハール   | 準優勝 | シーム・デ・ヨング                              | 12                    |
| 2013-14  | エールディヴィジ | 34       | 20       | 11       | 3        | 69       | 28       | 71       | 1位      | 準優勝       | CL                     | GS敗退         | ヨハン・クライフ・スハール   | 優勝   | コルベイン・シグソールソン デイヴィ・クラーセン | 10                    |
| 2013-14  | エールディヴィジ | 34       | 20       | 11       | 3        | 69       | 28       | 71       | 1位      | 準優勝       | EL                     | ベスト32       | ヨハン・クライフ・スハール   | 優勝   | コルベイン・シグソールソン デイヴィ・クラーセン | 10                    |
| 2014-15  | エールディヴィジ | 34       | 21       | 8        | 5        | 69       | 29       | 71       | 2位      | ベスト16     | CL                     | GS敗退         | ヨハン・クライフ・スハール   | 準優勝 | アルカディウシュ・ミリク                        | 11                    |
| 2014-15  | エールディヴィジ | 34       | 21       | 8        | 5        | 69       | 29       | 71       | 2位      | ベスト16     | EL                     | ベスト16       | ヨハン・クライフ・スハール   | 準優勝 | アルカディウシュ・ミリク                        | 11                    |
| 2015-16  | エールディヴィジ | 34       | 25       | 7        | 2        | 81       | 21       | 82       | 2位      | 3回戦敗退    | CL                     | 予選3回戦敗退  |                              |        | アルカディウシュ・ミリク                        | 21                    |
| 2015-16  | エールディヴィジ | 34       | 25       | 7        | 2        | 81       | 21       | 82       | 2位      | 3回戦敗退    | EL                     | GS敗退         |                              |        | アルカディウシュ・ミリク                        | 21                    |
| 2016-17  | エールディヴィジ | 34       | 25       | 6        | 3        | 79       | 23       | 81       | 2位      | 3回戦敗退    | CL                     | プレーオフ敗退 |                              |        | カスパー・ドルベリ                              | 15                    |
| 2016-17  | エールディヴィジ | 34       | 25       | 6        | 3        | 79       | 23       | 81       | 2位      | 3回戦敗退    | EL                     | 準優勝         |                              |        | カスパー・ドルベリ                              | 15                    |
| 2017-18  | エールディヴィジ | 34       | 25       | 4        | 5        | 89       | 33       | 79       | 2位      | ベスト16     | CL                     | 予選3回戦敗退  |                              |        | ダヴィド・ネレス                                | 14                    |
| 2017-18  | エールディヴィジ | 34       | 25       | 4        | 5        | 89       | 33       | 79       | 2位      | ベスト16     | EL                     | プレーオフ敗退 |                              |        | ダヴィド・ネレス                                | 14                    |
| 2018-19  | エールディヴィジ | 34       | 28       | 2        | 4        | 119      | 32       | 86       | 1位      | 優勝         | CL                     | ベスト4        |                              |        | ドゥシャン・タディッチ                          | 28                    |
| 2019-20  | エールディヴィジ | 25       | 18       | 2        | 5        | 68       | 23       | 56       | 1位      | 準決勝敗退   | CL                     | GS敗退         | ヨハン・クライフ・スハール   | 優勝   | クインシー・プロメス ドゥシャン・タディッチ     | 16                    |
| 2019-20  | エールディヴィジ | 25       | 18       | 2        | 5        | 68       | 23       | 56       | 1位      | 準決勝敗退   | EL                     | ベスト32       | ヨハン・クライフ・スハール   | 優勝   | クインシー・プロメス ドゥシャン・タディッチ     | 16                    |
| 2020-21  | エールディヴィジ | 34       | 28       | 4        | 2        | 102      | 23       | 88       | 1位      | 優勝         | CL                     | GS敗退         |                              |        | ドゥシャン・タディッチ                          | 22                    |
| 2020-21  | エールディヴィジ | 34       | 28       | 4        | 2        | 102      | 23       | 88       | 1位      | 優勝         | EL                     | 準々決勝敗退   |                              |        | ドゥシャン・タディッチ                          | 22                    |
| 2021-22  | エールディヴィジ | 34       | 26       | 5        | 3        | 98       | 19       | 83       | 1位      | 準優勝       | CL                     | ベスト16       | ヨハン・クライフ・スハール   | 準優勝 | セバスティアン・ハラー                          | 21                    |
| 2022-23  | エールディヴィジ | 34       | 20       | 9        | 5        | 86       | 38       | 75       | 3位      | 準優勝       | CL                     | GS敗退         | ヨハン・クライフ・スハール   | 準優勝 | ブライアン・ブロビー                            | 13                    |
| 2022-23  | エールディヴィジ | 34       | 20       | 9        | 5        | 86       | 38       | 75       | 3位      | 準優勝       | EL                     | 決勝TPO敗退    | ヨハン・クライフ・スハール   | 準優勝 | ブライアン・ブロビー                            | 13                    |
| 2023-24  | エールディヴィジ | 34       | 15       | 11       | 8        | 74       | 61       | 56       | 5位      | 2回戦敗退    | EL                     | GS敗退         |                              |        | ブライアン・ブロビー                            | 18                    |
| 2023-24  | エールディヴィジ | 34       | 15       | 11       | 8        | 74       | 61       | 56       | 5位      | 2回戦敗退    | ECL                    | ベスト16       |                              |        | ブライアン・ブロビー                            | 18                    |
| 2024-25  | エールディヴィジ | 34       | 24       | 6        | 4        | 67       | 32       | 78       | 2位      | ベスト16     | EL                     | ベスト16       |                              |        | ボウト・ベグホルスト                            | 10                    |

## 現所属メンバー
2025年8月9日現在
注：選手の国籍表記はFIFAの定めた代表資格ルールに基づく。
| No. | Pos. |            | 選手名                     |
| --- | ---- | ---------- | -------------------------- |
| 1   | GK   | チェコ     | ビテスラフ・ヤロシュ       |
| 2   | DF   | ブラジル   | ルーカス・ローザ ()        |
| 3   | DF   | デンマーク | アントン・ガーエイ         |
| 4   | DF   | 日本       | 板倉滉 ★                   |
| 5   | DF   | オランダ   | オーウェン・ワインダル ()  |
| 6   | MF   | オランダ   | ユーリ・レヒール           |
| 7   | FW   | スペイン   | ラウール・モロ             |
| 8   | MF   | オランダ   | ケネト・テイラー           |
| 9   | FW   | オランダ   | ブライアン・ブロビー ()    |
| 10  | FW   | イスラエル | オスカル・グローフ         |
| 11  | FW   | ベルギー   | ミカ・ゴッツ               |
| 12  | GK   | オランダ   | ヨエリ・ヘールケンス       |
| 13  | DF   | トルコ     | アフメジャン・カプラン ★   |
| 15  | DF   | オランダ   | ユーリ・バース             |
| 17  | FW   | ノルウェー | オリヴァー・エドヴァルセン |
| 18  | MF   | オランダ   | デイヴィ・クラーセン       |

| No. | Pos. |                | 選手名                           |
| --- | ---- | -------------- | -------------------------------- |
| 19  | FW   | オランダ       | ドン・アンジェロ・コナドゥ       |
| 20  | FW   | ブルキナファソ | ベルトラン・トラオレ ★           |
| 21  | MF   | オランダ       | ブランコ・ファン・デン・ボーメン |
| 22  | GK   | オランダ       | レムコ・パスフェール             |
| 23  | FW   | オランダ       | スティーヴン・ベルハイス         |
| 24  | MF   | ベルギー       | ジョルシー・モキオ ()            |
| 25  | FW   | オランダ       | ボウト・ヴェグホルスト           |
| 28  | MF   | オランダ       | キアン・フィッツ＝イム ()        |
| 30  | FW   | オランダ       | アーロン・バウマン               |
| 36  | DF   | オランダ       | ディース・ヤンセ                 |
| 37  | DF   | クロアチア     | ヨシプ・シュタロ ()              |
| 42  | DF   | オランダ       | ニック・フェルシューレン         |
| --  | DF   | オランダ       | ヘラルト・アルダース             |
| --  | DF   | オランダ       | トリスタン・ホーイェル           |
| --  | MF   | ノルウェー     | シヴェルト・マンスヴェルク       |
| --  | FW   | ナイジェリア   | チュバ・アクポム                 |

※括弧内の国旗はその他の保有国籍を、星印はEU圏外選手を示す。

### レンタル移籍
in
注：選手の国籍表記はFIFAの定めた代表資格ルールに基づく。
| No. | Pos. |        | 選手名                                |
| --- | ---- | ------ | ------------------------------------- |
| 1   | GK   | チェコ | ビテスラフ・ヤロシュ (リヴァプールFC) |

| No. | Pos. |  | 選手名 |
| --- | ---- |  | ------ |

out
注：選手の国籍表記はFIFAの定めた代表資格ルールに基づく。
| No. | Pos. |              | 選手名その他=トゥウェンテ}}                                    |
| --- | ---- | ------------ | -------------------------------------------------------------- |
| --  | DF   | アルゼンチン | ガストン・アビラ (フォルタレーザ)                              |
| --  | FW   | オランダ     | アムリショ・ファン・アクセル・ドンヘン () (SCヘーレンフェーン) |

| No. | Pos. |          | 選手名                                  |
| --- | ---- | -------- | --------------------------------------- |
| --  | FW   | オランダ | ユリアン・ライコフ (アルメレ・シティFC) |

## スタッフ
2025-26シーズン体制
- 監督 : ジョン・ハイティンハ
- アシスタントコーチ : マルセル・カイザー、ウルビー・エマヌエルソン、フランク・ペーレブーム
- GKコーチ : ハルメン・クペルス
- フィットネスコーチ : サム・フェリンハ、フラン・モラーノ
- パフォーマンスコーチ :
- ユース最高責任者 : マリン・ボイカー
- チームマネージャー : ヤン・シーメリンク

## 歴代監督
| 氏名                       | 国籍           | 期間      |
| -------------------------- | -------------- | --------- |
| ジョン・キーワン           |                | 1910-1915 |
| ジャック・レイノルズ       |                | 1915-1925 |
| ハロルド・ローズ           |                | 1925-1926 |
| スタンリー・キャッスル     |                | 1926-1928 |
| ジャック・レイノルズ       |                | 1928-1940 |
| ヴィルモス・ハルパーン     |                | 1940-1941 |
| ドルフ・ファン・コール     |                | 1941-1945 |
| ジャック・レイノルズ       |                | 1945-1947 |
| ロバート・スミス           |                | 1947-1948 |
| ウォルター・クルーク       |                | 1948-1950 |
| ロバート・トムソン         |                | 1950-1953 |
| ウォルター・クルーク       |                | 1953-1954 |
| カール・ヒューメンベルガー |                | 1954-1959 |
| ヴィク・バッキンガム       | イングランド   | 1959-1961 |
| ケイス・シュプルゲオン     | イングランド   | 1961-1962 |
| ペピ・グルーベル           | オーストリア   | 1962-1963 |
| ジャック・ローレイ         | イングランド   | 1963-1964 |
| ヴィク・バッキンガム       | イングランド   | 1964-1965 |
| リヌス・ミケルス           | オランダ       | 1965-1971 |
| シュテファン・コヴァチ     | ルーマニア     | 1971-1973 |
| ジョージ・クノベル         | オランダ       | 1973-1974 |
| ハンス・クラーイ           | オランダ       | 1974-1975 |
| リヌス・ミケルス           | オランダ       | 1975-1976 |
| トミスラフ・イヴィッチ     | ユーゴスラビア | 1976-1978 |
| コル・ブロム               | オランダ       | 1978-1979 |
| レオ・ベーンハッカー       | オランダ       | 1979-1981 |
| クルト・リンデル           | ドイツ         | 1981-1982 |
| ア・デモス                 | オランダ       | 1982-1985 |
| ヨハン・クライフ           | オランダ       | 1985-1988 |
| クルト・リンデル           | ドイツ         | 1988-1989 |
| レオ・ベーンハッカー       | オランダ       | 1989-1991 |
| ルイ・ファン・ハール       | オランダ       | 1991-1997 |
| モアテン・オルセン         | デンマーク     | 1997-1998 |
| ヤン・ボウタース           | オランダ       | 1998-2000 |
| ハンス・ベッセルホフ       | オランダ       | 2000      |
| コー・アドリアーンセ       | オランダ       | 2000-2001 |
| ロナルド・クーマン         | オランダ       | 2001-2005 |
| ダニー・ブリント           | オランダ       | 2005-2006 |
| ヘンク・テン・カテ         | オランダ       | 2006-2007 |
| アドリー・コスター         | オランダ       | 2007-2008 |
| マルコ・ファン・バステン   | オランダ       | 2008-2009 |
| マルティン・ヨル           | オランダ       | 2009-2010 |
| フランク・デ・ブール       | オランダ       | 2011-2016 |
| ピーター・ボス             | オランダ       | 2016-2017 |
| マルセル・カイザー         | オランダ       | 2017      |
| ミハエル・ライツィハー     | オランダ       | 2017      |
| エリック・テン・ハフ       | オランダ       | 2017-2022 |
| アルフレト・スフリューデル | オランダ       | 2022-2023 |
| ヨン・ハイティンハ         | オランダ       | 2023      |
| モーリス・スタイン         | オランダ       | 2023      |
| ヨン・ファント・シップ     | オランダ       | 2023-2024 |
| フランチェスコ・ファリオリ | イタリア       | 2024-2025 |
| ヨン・ハイティンハ         | オランダ       | 2025-     |

## サポーターによる事件
1989年9月26日のUEFAカップの1回戦、アヤックスのサポーターが投げ込んだ鉄パイプがオーストリア・ウィーンのGKフランツ・ヴォールファールトに当たって試合は後半途中で中止され、没収試合になったことで、翌1990－91シーズンの1年間、ヨーロッパのサッカーに出場することから除外された。（当初は向こう2シーズンだったが1シーズンに短縮された。）
2023年9月24日、アヤックス対フェイエノールトの伝統の一戦デ・クラシケルで、アヤックスのサポーターがピッチに花火や発炎筒を投げ込み、0-3で負けている後半11分に試合は中止になった。オランダ公共テレビ「NOS」、英放送局「BBC」などによると、0-2の場面でプラスチックカップがピッチに投げ込まれ、0-3になると花火が打ち込まれた。後半開始後にも花火や発炎筒が投げ込まれたため、審判団が試合中止を宣告した。中止決定後には、アヤックスのサポーターが暴徒化。メインエントランスが破壊されたため、スタジアムは一時封鎖された。フェイエノールトの選手、スタッフは安全が確保されるまでドレッシングルームで待機を命じられた。スタジアム外でも混乱は続き、地元警察は暴力行為に及んだサポーター3人を逮捕。機動隊は催涙ガスを使って事態の収拾を図った。

## その他

### サテライトクラブ
- アヤックス・ケープタウン (1999-)[11]
- アルメレ・シティ (2005-)[12]
- バルセロナ (2007-)[13][14]
- クルゼイロ (2007-)[15]
- 北京国安 (2007-)[16]
- パルメイラス (2010-)[17]
- ASトレンチーン (2012-)[18]
- 広州富力 (2017-)[19]
- サガン鳥栖 (2018-)[20]
- シドニーFC (2018-)
- スパルタ・ロッテルダム (2019-)[21]

### 下部組織
- ヨング・アヤックス
- アヤックス・アカデミー

### スタジアム
- 1928- オリンピスフ・スタディオン
- 1934- デ・メールスタジアム

上記2つはアムステルダム・アレナが完成するまで併用
- 1996- ヨハン・クライフ・アレナ

### 永久欠番
- ヨハン・クライフ「14」
- アブドゥルハーク・ヌーリ「34」（但しヌーリ家とアヤックスが認めた場合のみ着用可能）

### スポンサー
メイン
- 1982  TDK
- 1990  ABNアムロ銀行
- 2008  エイゴン
- 2015  Ziggo

テクニカル
- アディダス

パートナー
- ABNアムロ銀行
- ジュピラー
- 華為技術

スポンサー
- エイゴン
- CSU
- CST
- ウブロ
- メルセデス・ベンツ
- Oger
- Sengled
- Verwelius
- VriendenLoterij